# Ludwig Wüllner
Ludwig Wüllner (ur. 19 sierpnia 1858 w Münsterze, zm. 19 marca 1938 w Kilonii) – niemiecki śpiewak i aktor. Śpiewał tenorem i barytonem.

## Życiorys
Był synem kompozytora Franza Wüllnera. W dzieciństwie uczył się gry na skrzypcach i fortepianie. Studiował filologię germańską na uniwersytetach w Monachium, Berlinie i Strasburgu. W 1882 roku doktoryzował się na podstawie pracy Das Hrabanische Glossar und die ältesten bairischen Sprachdenkmäler, w latach 1884–1887 zatrudniony był jako docent na uniwersytecie w Münsterze. W 1887 roku podjął studia wokalne u Benno Stolzenberga w konserwatorium w Kolonii, gdzie kształcił się również w zakresie kompozycji u Gustava Jensena oraz gry na fortepianie i skrzypcach u Otto Klauwella. Zadebiutował jako śpiewak w 1888 roku pod batutą ojca w IX Symfonii Ludwiga van Beethovena.
W latach 1889–1895 występował jako aktor w rolach heroicznych w teatrze dworskim w Meiningen. Przyjaźnił się z Johannesem Brahmsem, za radą którego zaczął występować z repertuarem pieśniarskim. Wykonywał pieśni m.in. C.M. von Webera, C. Loewego, F. Schuberta, R. Schumanna, J. Brahmsa, H. Wolfa, R. Straussa, H. Pfitznera, C. Ansorgego. Wystąpił jako śpiewak m.in. w The Dream of Gerontius Edwarda Elgara (1903) i Kindertotenlieder Gustava Mahlera (1910) oraz jako recytator w Das Hexenlied Maxa von Schillingsa (1904). Ceniony był za ekspresję sceniczną i interpretację tekstu.